# Piromis hospitis
Piromis hospitis är en ringmaskart som beskrevs av Fauchald 1972. Piromis hospitis ingår i släktet Piromis och familjen Flabelligeridae. Inga underarter finns listade i Catalogue of Life.